# Acusado (película de 2005)
Acusado (en danés: Anklaget) es una película dramática danesa de 2005 dirigida por Jacob Thuesen. La película se mostró en el 55.º Festival Internacional de Cine de Berlín en febrero de 2005.

## Sinopsis
Henrik y Nina Christofferson parecen ser una familia normal que vive feliz. Sin embargo, su difícil hija de 14 años, Stine, tiene la costumbre de decir mentiras en clase. Cuando Stine acusa a su padre de abuso sexual y los trabajadores sociales le creen, la familia entra en crisis. Cuando Stine se prepara para volver a casa, el lado feo de la vida familiar sale a la luz.

## Reparto
- Troels Lyby como Henrik
- Sofie Gråbøl como Nina
- Paw Henriksen como Pede
- Louise Mieritz como Pernille
- Kirstine Rosenkrands Mikkelsen como Stine
- Søren Malling como abogado